# 新界區專線小巴95K線
新界區專線小巴95K線是由彩龍專線小巴有限公司營辦的一條專線小巴線，來往荃灣西站及荃灣站。

## 簡介及歷史
本路線提供港鐵荃灣西站往來大河道及港鐵荃灣站的專線小巴服務，於2004年5月18日起投入服務，取代為配合荃湾码头至珀麗灣渡輪而開辦的95S專線小巴，主要方便荃灣市中心居民及港鐵荃灣綫乘客於荃灣西站接駁港鐵屯馬綫，同時方便接駁珀麗灣渡輪的轉乘客往來荃灣市中心。
由於兩邊總站距離不是太遠，所以有民眾寧願經荃灣行人天橋網絡步行(需时15-20分鐘)也不乘搭本綫，所以本綫的客量一直只是一般，大多是屯馬綫的轉乘客。
使用港鐵屯門至紅磡全月通加強版及屯門至南昌全月通加強版可免費無限次乘搭本綫。
2019年2月24日：該線總站由如心廣場遷至荃灣（海貴路）。

## 行車路線
| 荃灣（海貴路）開 | 荃灣（海貴路）開 | 荃灣（海貴路）開  | 荃灣站開 | 荃灣站開       | 荃灣站開 |
| 序號             | 車站名稱         | 位置              | 序號     | 車站名稱       | 位置     |
| ---------------- | ---------------- | ----------------- | -------- | -------------- | -------- |
| 1                | 荃灣（海貴路）   | 海貴路            | 1        | 荃灣站         | 西樓角路 |
| 2                | 荃新天地         | 禾笛街            | 2        | 大河道         | 大河道   |
| 3                | 大河道           | 大河道            | 3        | 荃灣（海貴路） | 海貴路   |
| 4                | 力生廣場         | 青山公路 – 荃灣段 |          |                |          |
| 5                | 荃灣站           | 西樓角路          |          |                |          |

- 淺綠色底的車站只限09:30-16:30期間之班次(且按乘客需求)繞經

## 服務時間及班次
- 每日荃灣西站開：06:30-00:00，20-90分鐘一班

## 用車
本線車隊全數採用豐田Coaster小巴行駛。

## 外部連結
- 681巴士總站 （页面存档备份，存于）
- 專線小巴95K脫班　乘客等逾20分鐘-東方日報 （页面存档备份，存于）